# Tigernmas
Tigernmas, fils de Follach, fils d'Ethriel, c'est un descendant d'Érimón, qui est selon les légendes médiévales et la tradition pseudo historique irlandaise un des premiers Ard ri Erenn. Son nom signifie « Seigneur de la Mort » ou « Merveilleux Seigneur » en vieil irlandais.

## Règne
Selon  Lebor Gabála Érenn il devient roi après avoir détrôné son prédécesseur Conmáel lors de la  Bataille d' Óenach Macha. Dans  l'année de son  accession il gagne 27 batailles contre ses rivaux les descendants de Eber Finn, jusqu'à ce que la lignée d'Eber soit  annihilée.
Toujours selon le Lebor Gabála Érenn, c'est pendant son règne que l'or aurait été pour la première fois travaillé en Irlande, par l'orfèvre  Iuchadán. Tigernmas est réputé être le premier roi à avoir donné des cornes à boire recouvertes d'or et d'argent ses suivants, et le premier à porter des vêtements  teints de pourpre, bleu et vert, et décorés avec des broches, des franges et des ornements..
Sept lacs et trois rivières jaillissent de la terre au cours de son règne . Après avoir régné  50 ans (F.F.E) , 77 ans (A.M.F)  ., il meurt avec les  trois quarts des hommes d'Irlande à  Magh Slécht  en adorant Crom Cruach, une divinité cruelle qui ne pouvait être apaisée qu'avec des sacrifices humains
,
Selon les Annales des quatre maîtres, l'Irlande reste sans roi pendant sept ans jusqu'à ce que  Eochaid Étgudach monte sur le trône.

## Chronologie
Le Lebor Gabála synchronise son règne avec la mort de  Thineas et Decylas, rois mythiques d'Assyrie, et les règnes de  David et de Salomon  sur le  Royaume d'Israël;  Les Laud Synchronismes avec ceux des rois du  Juda Asa et Josaphat et le roi assyrien mythique Pertiades (Pyriatides). Les Annales des quatre maîtres  date son règne de 1621-1544 BC; Geoffrey Keating de 1209-1159 BC.

## Source
- (en) Cet article est partiellement ou en totalité issu de l’article de Wikipédia en anglais intitulé « Tigernmas » (voir la liste des auteurs), édition du 7 avril 2012.